# شان بارکر
شان بارکر (انگلیسی: Shaun Barker؛ زادهٔ ۱۹ سپتامبر ۱۹۸۲) یک بازیکن فوتبال اهل بریتانیا است.